# Iulotrichia semialbida
Iulotrichia semialbida là một loài bướm đêm trong họ Geometridae.